# Csesztve
Csesztve é um município da Hungria, situado no condado de Nógrád. Tem 16,25 km² de área e sua população em 2015 foi estimada em 328 habitantes.